# Jaume Duch Guillot

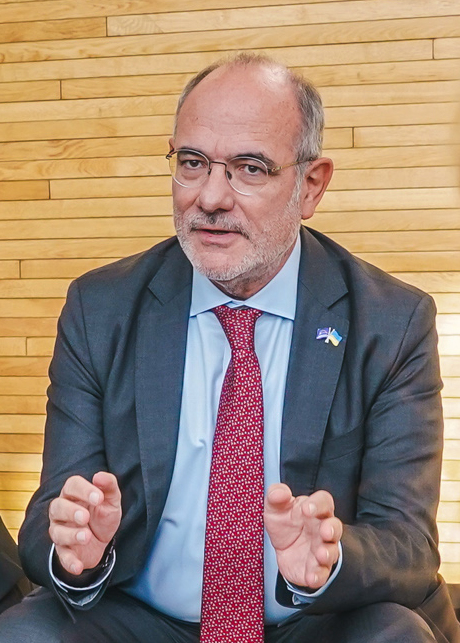
Jaume Duch Guillot (September 2022)

Jaume Duch Guillot (* Februar 1962 in Barcelona, Spanien) ist ein spanischer Politiker. Er war der Sprecher des Europäischen Parlaments. Diese Position bekleidete er seit Juli 2006, zunächst übergangsweise, und seit Juli 2008 dauerhaft. Seit Februar 2017 war er zudem Generaldirektor für Kommunikation und verantwortete damit als höchster Verwaltungsbeamter unterhalb des Generalsekretärs sämtliche Informations- und Kommunikationsangebote des Parlaments (Internet, Presseabteilung, Kampagnen, Besucherdienst, Parlamentarium etc.). Seit August 2024 ist er katalonischer Minister für Europäische Union und auswärtiges Handeln in der Regierung Illa. 

## Funktion als Sprecher des Europäischen Parlaments
Als Sprecher des Europäischen Parlaments beantwortet Duch Guillot insbesondere Anfragen der akkreditierten Medienvertreter in Brüssel zur Arbeit und den Positionen des Parlaments und zu institutionellen Fragen. Zu seinen Aufgaben gehören regelmäßige Pressebriefings vor den Plenarsitzungen sowie die Unterstützung des Parlamentspräsidenten bei Pressekonferenzen.
Vor seiner Berufung als Generaldirektor war Duch Guillot auch Direktor der Direktion Medien innerhalb der Generaldirektion für Kommunikation der Parlamentsverwaltung, zu der der Pressedienst, das Referat für Online-Kommunikation, der audiovisuelle Dienst sowie das WebTV-Angebot „EuroparlTV“ gehören.

## Biographische Angaben
Ab 1999 und bis 2006 war Duch Guillot Leiter des Pressereferats (1999–2006) des Europaparlaments und arbeitete als Berater im Stab des damaligen Parlamentspräsidenten José-María Gil-Robles (1997–1999).
Er begann seine Laufbahn als EU-Beamter im Parlament 1990. Davor hatte er drei Jahre als Assistent einer Europa-Abgeordneten gearbeitet (1987–1989). Zudem war er Dozent für Völkerrecht und Europarecht an der Universität Barcelona (1986–1990), wo er auch seinen Jura-Abschluss erlangt hatte.

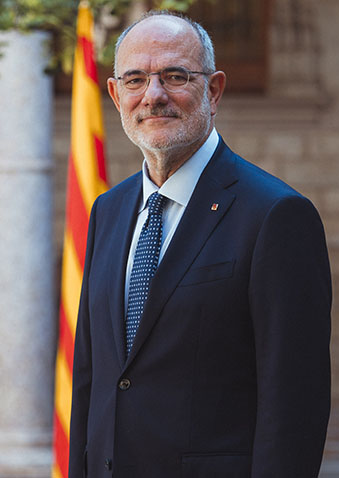
Jaume Duch Guillot (2024)

Duch Guillot spricht Spanisch, Katalanisch, Französisch, Englisch und Italienisch. Er ist verheiratet, hat drei Kinder und lebt in Brüssel. Er ist (Mit-)Verfasser mehrerer Publikationen, die sich mit Kommunikation und der EU befassen.